# Barbara Steel
Barbara Steel OBE (Dalry, 1857 – Pietermaritzburg, 22 de dezembro de 1943) foi uma ativista social escocesa que fez campanha pelo sufrágio feminino no Reino Unido e na África do Sul. Ela foi a primeira mulher a se candidatar a uma eleição para o Conselho Municipal de Edimburgo, quando concorreu na eleição de 1907. Steel mudou-se para a África do Sul em 1911 e no início da Primeira Guerra Mundial fundou uma organização que fornecia ajuda para soldados sul-africanos e suas famílias. Ela foi homenageada como Oficial da Ordem do Império Britânico por seu serviço civil. Além disso, ela serviu como presidente da Associação de Emancipação Feminina da União de 1916 até 1930, lutando pelo direito das mulheres de votar na África do Sul.

## Início de vida
Barbara Joanna Paterson nasceu em 1857 no vilarejo St John's Town of Dalry, no condado escocês de Kirkcudbrightshire, e era filha de Jane e Alexander Paterson. Seu pai era pastor de uma igreja presbiteriana e seu irmão mais velho, James Alexander, tornou-se professor de Hebraico no New College, da Universidade de Edimburgo. Ela foi criada e educada em Dalry até a década de 1880, quando mudou-se com seu irmão para Newington, área residencial no sul de Edimburgo onde continuou sua educação. Em 4 de agosto de 1883 ela casou-se com o baronete James Steel, construtor e incorporador de imóveis da cidade, até a morte dele em 4 de setembro de 1904.

## Ativismo
Após a morte do seu marido, Steel tornou-se mais envolvida nas questões femininas da época. Entre 1904 e 1906, ela serviu no comitê executivo da Federação Liberal das Mulheres Escocesas (SWLF), um braço feminino do Partido Liberal Escocês. Ela também participou nos comitês do governo local e de emancipação feminina da SWLF, e foi membro da Sociedade Nacional do Sufrágio Feminino de Edimburgo. Steel ganhou as manchetes internacionais da Inglaterra à Austrália e aos Estados Unidos em março de 1907, quando se recusou a pagar impostos sem ter permissão para votar. Sua mobília foi apreendida e vendida para pagar seus impostos. No mesmo mês, ela liderou um protesto exigindo o sufrágio feminino. No final do mesmo ano, em outubro, ela concorreu à primeira reunião do conselho municipal em que as mulheres puderam participar. Na véspera da eleição, um poema denominado "The Suffragette's Nut Cracked", que mostrava o conflito sobre os votos para mulheres e a candidatura de Steel foi publicado no jornal Edinburgh Evening Dispatch. Embora ela não tenha conseguido um assento na eleição de novembro, devido sobretudo à sua posição sobre impostos, ela é lembrada como "a primeira mulher a concorrer a uma eleição para o Conselho Municipal de Edimburgo".
Em 1908 e novamente em 1909, Steel continuou sua postura de se recusar a pagar impostos. Em 1908, ela tornou-se membro e uma das palestrantes da filial de Edimburgo da Women's Social and Political Union, e participou de uma discussão sobre sufrágio feminino e educação superior para mulheres em Bridge of Allan, ao lado de sufragistas como Elizabeth Wolstenholme Elmy, Chrystal Macmillan e Jessie Methven. Em junho de 1908, ela compareceu à quarta conferência da Aliança Internacional pelo Sufrágio Feminino (atual Aliança Internacional da Mulher) em Amsterdã, como uma das delegadas suplentes. Em 9 de outubro de 1909, ela participou de uma manifestação em Edimburgo a favor da emancipação feminina.
Em março de 1911, Steel casou-se com o tenente-coronel e médico escocês James Hyslop, D.S.O., e se mudou para sua casa em Pietermaritzburg, na recém-formada União Sul-Africana. Steel serviu como fundadora e presidente da Liga Patriótica Feminina na Província de Natal durante a Primeira Guerra Mundial. A organização fornecia ajuda para as tropas sul-africanas e providenciava serviços necessários para suas famílias, como suprimentos médicos e vestimentas, para evitar a sobrecarga de impostos sobre as organizações britânicas que prestam serviços na Europa. Em 1918, ela foi homenageada como Oficial da Ordem do Império Britânico pelos seus serviços.
Em 1916, ela tornou-se a segunda presidente da Associação de Emancipação Feminina da União (WEAU), sucedendo Mary Emma Macintosh, que havia falecido recentemente. A WEAU foi formada inicialmente a conselho de Carrie Chapman Catt em 1911 como uma alternativa à Liga de Emancipação Feminina (WEL). A WEL estava dividida por facções quanto às questões raciais, e Catt acreditava que esse tópico de discussão atrasaria a concessão do sufrágio feminino. Seguindo o conselho dela, a WEAU decidiu ignorar a questão do sufrágio universal para todas as raças, trabalhando ativamente apenas pelo voto das mulheres brancas. Steel permaneceu no cargo de presidente da associação de 1916 a 1930, quando o direito ao voto finalmente foi concedido às sul-africanas brancas.

## Morte e legado
Steel morreu em 22 de dezembro de 1943 em Pietermaritzburg e foi sepultada no Stellawood Cemetery em Durban, África do Sul. Em 2009, seu papel no movimento sufragista escocês foi celebrado ao lado de outras ativistas em uma reconstituição da manisfestação de 1909 em Edimburgo.